# Henrik Forsberg
Hans Henrik Forsberg (Nachname [fɔʂbærj], * 16. Februar 1967 in Borlänge) ist ein ehemaliger schwedischer Skilangläufer und Biathlet.
Henrik Forsberg begann seine Karriere als Skilangläufer. Der Athlet von Bergeforsen SK trat erstmals bei den Nordischen Junioren-Skiweltmeisterschaften 1985 in Täsch an und belegte dort den 14. Platz über 15 km und den sechsten Rang mit der Staffel. Im folgenden Jahr errang er bei den Nordischen Junioren-Skiweltmeisterschaften in Lake Placid den 24. Platz über 10 km und den fünften Platz mit der Staffel. Bei den Nordischen Junioren-Skiweltmeisterschaften 1987 in Asiago gewann er Silber mit der Staffel. Im März 1988 holte er bei einem 30-Kilometer-Rennen in Falun mit dem fünften Platz seine ersten Weltcuppunkte. Drei Jahre später gewann er an selber Stelle über dieselbe Distanz zum ersten und einzigen Mal. Bis 1999 startete er in mehr als 70 Weltcup-Rennen, fast 30 mal erreichte er dabei Platzierungen unter den besten Zehn, fünfmal kam er aufs Podium. Zudem gewann er vier FIS-Rennen. Bei seiner ersten Nordischen Skiweltmeisterschaft 1991 im Val di Fiemme belegte er Platz acht im 30-Kilometer-Rennen. Vier Jahre später in Thunder Bay war Forsbergs beste Platzierung Platz fünf über dieselbe Distanz. Seine meisten WM-Einsätze hatte er mit vier Rennen 1997 in Trondheim, bestes Resultat war Platz neun wiederum über 30 Kilometer. Bei seiner letzten WM 1999 in Ramsau erreichte er über die die 50-Kilometer-Distanz Platz 20. Seine letzten Langlaufrennen bestritt der Schwede 2001.
1999 wechselte Forsberg von Skilanglauf zum Biathlonsport und trat seit der Saison 1999/2000 im Biathlon-Weltcup an. Sein erstes Rennen war ein Sprint in Pokljuka, bei dem er den 84. Platz belegte. Erste Punkte gewann er 2000 als 27. bei einem Sprint in Antholz. In Oberhof belegte er 2001 in einem Verfolgungsrennen mit Platz vier sein erstes Ergebnis unter den besten Zehn. Zweimal, in Lake Placid als Dritter und in Osrblie als Zweiter, jeweils in Sprintrennen, belegte er Platzierungen auf dem Podest. Dreimal startete der Schwede bei Großereignissen. 2000 bei den Biathlon-Weltmeisterschaften am Holmenkollen in Oslo, wo er 79. im Einzel und 63. im Sprint wurde, sowie 2001 erneut bei einer Biathlon-WM. In Pokljuka belegte Forsberg Platz 24 im Einzel, 45 im Sprint und 51 in der Verfolgung, sowie Platz 16 mit der Staffel. Höhepunkt in Forsbergs Biathlonkarriere waren die Olympischen Spiele 2002 in Salt Lake City. Im Einzel erreichte er Rang 47, Platz 63 im Sprint und 14 mit der Staffel. 2002 beendete er seine Karriere und übernimmt mittlerweile offizielle Funktionen im schwedischen Verband. Er ist seit 1996 mit Magdalena Forsberg verheiratet und lebt in Bergeforsen. Sie haben zwei Kinder.

## Biathlon-Weltcup-Platzierungen
Die Tabelle zeigt alle Platzierungen (je nach Austragungsjahr einschließlich Olympische Spiele und Weltmeisterschaften).
- 1.–3. Platz: Anzahl der Podiumsplatzierungen
- Top 10: Anzahl der Platzierungen unter den ersten zehn (einschließlich Podium)
- Punkteränge: Anzahl der Platzierungen innerhalb der Punkteränge (einschließlich Podium und Top 10)
- Starts: Anzahl gelaufener Rennen in der jeweiligen Disziplin

| Platzierung | Einzel | Sprint | Verfolgung | Massenstart | Staffel | Gesamt |
| ----------- | ------ | ------ | ---------- | ----------- | ------- | ------ |
| 1. Platz    |        |        |            |             |         |        |
| 2. Platz    |        | 1      |            |             |         | 1      |
| 3. Platz    |        | 1      |            |             |         | 1      |
| Top 10      | 1      | 3      | 1          |             | 5       | 10     |
| Punkteränge | 4      | 9      | 7          | 2           | 10      | 32     |
| Starts      | 9      | 21     | 13         | 3           | 10      | 56     |